# Kemnitz (Pritzwalk)
Kemnitz ist ein Ortsteil der amtsfreien Stadt Pritzwalk im Landkreis Prignitz in Brandenburg.

## Geographie
Der Ort liegt vier Kilometer ostsüdöstlich von Pritzwalk. Die Nachbarorte sind Koppel im Norden, Neu Kemnitz im Nordosten, Heiligengrabe im Osten, Bölzke im Südosten, Sarnow im Süden, Neuhausen im Südwesten, Neuhof im Westen sowie Pritzwalk und Beveringen im Nordwesten.

## Geschichte
Die erste schriftliche Erwähnung von Kemnitz stammt aus dem Jahr 1320. Darin wurde der Ort unter „in villa Kemenitz“ verzeichnet. Bis 1816 gehörte der Ort zum Kreis Pritzwalk in der Provinz Prignitz, einem Teil der Kurmark der Mark Brandenburg, und kam anschließend zum Kreis Ostprignitz. Ab 1952 gehörte Kemnitz zum Kreis Pritzwalk im Bezirk Potsdam. Seit dem 6. Dezember 1993 ist der Ort ein Teil des heutigen Landkreises Prignitz. Seit 2003 ist Kemnitz ein Ortsteil der Stadt Pritzwalk.
Aus Kemnitz stammen die Vorfahren der grönländischen Familie Chemnitz, der zahlreiche Persönlichkeiten des Landes angehören.

## Bauwerke
Die Liste der Baudenkmale in Pritzwalk enthält drei Einträge zum Ort, darunter die Mitte des 14. Jahrhunderts erbaute evangelische Dorfkirche Kemnitz.